# Pero Anes do Canto
Pero Anes do Canto (Guimarães, 1480 — Angra, 18 d'agost de 1556) fou un hidalgo portuguès que va servir amb el càrrec de "Provedor das Fortificações da Ilha Terceira", posteriorment nomenat amb el títol de "Moço Fidalgo" de la casa reial per a ell i els seus fills i descendents.